# Pljusk
Pljusk (COBISS) je pesniška zbirka Marka Samca, izšla je leta 2003 pri založbi Litera.  

## Vsebina
Pljusk je Samčeva druga pesniška zbirka s poezijo, ki s svojo popolno dovršenostjo in lepoto gani tankočutnega bralca. V mnogočem skuša posnemati starejše pisce, kot so Charles Baudelaire, Arthur Rimbaud, William Blake, kar mu tudi uspeva. Izkušen bralec takoj prepozna vzporednice med njegovimi deli in poezijo teh svetovno znanih avtorjev. Lirika je polna alkohola, omame in spolnosti. Do problematik, ki jih opisuje, je največkrat brezbrižen in jih niti ne poskuša spremeniti. Sebe ima za merilo vsega. Pesmi so brez ločil, brez rime in v prosti obliki.